# John W. McCormick

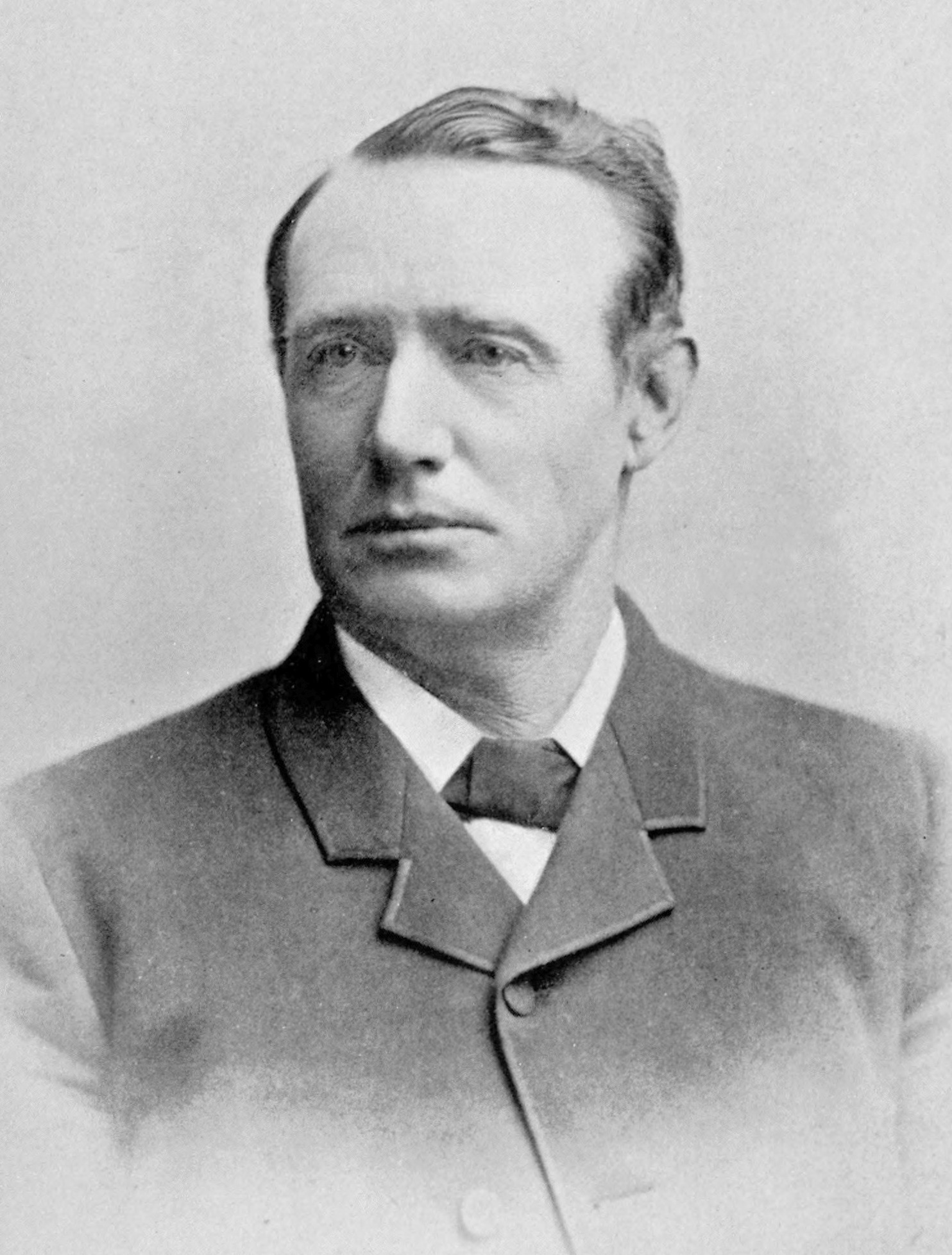
John W. McCormick

John Watts McCormick (* 20. Dezember 1831 bei Gallipolis, Ohio; † 25. Juni 1917 ebenda) war ein US-amerikanischer Politiker. Zwischen 1883 und 1885 vertrat er den Bundesstaat Ohio im US-Repräsentantenhaus.

## Werdegang
John McCormick besuchte die öffentlichen Schulen seiner Heimat und danach die Ohio Wesleyan University in der Stadt Delaware. Anschließend absolvierte er die Ohio University in Athens. In den folgenden Jahren arbeitete er in der Landwirtschaft und hier vor allem im Bereich der Viehzucht. Zeitweise war er auch als Lehrer und später als Geistlicher der Methodistenkirche tätig. Politisch wurde er Mitglied der Republikanischen Partei. Im Jahr 1873 war er Delegierter auf einem Verfassungskonvent seines Staates.
Bei den Kongresswahlen des Jahres 1882 wurde McCormick im elften Wahlbezirk von Ohio in das US-Repräsentantenhaus in Washington, D.C. gewählt, wo er am 4. März 1883 die Nachfolge von Henry S. Neal antrat. Da er im Jahr 1884 nicht bestätigt wurde, konnte er bis zum 3. März 1885 nur eine Legislaturperiode im Kongress absolvieren. Nach seiner Zeit im US-Repräsentantenhaus betätigte sich John McCormick wieder in der Landwirtschaft. Politisch ist er nicht mehr in Erscheinung getreten. Er starb am 25. Juni 1917 in Gallipolis.